# 普隆河
普隆河，是中国长江流域的一条河流，汇入金沙江左岸，属于金沙江水系。河长115千米，流域面积2320平方千米，年均流量28立方米每秒。自然落差1340米。水能理论蕴藏量15万千瓦。